# Idalus multicolor
Idalus multicolor es una especie de insecto lepidóptero de la familia Erebidae descrita por primera vez por Walter Rothschild en 1909. Se encuentra en Guayana Francesa y Guyana.